# Kościół Wniebowzięcia Najświętszej Maryi Panny w Olszynie
Kościół Wniebowzięcia Najświętszej Maryi Panny w Olszynie – rzymskokatolicki kościół parafialny położony w Olszynie (powiat lubliniecki, województwo śląskie). 

## Historia
Mieszkańcy uczęszczali pierwotnie do kościoła w Cieszowej. We wsi znajdowała się murowana kaplica z dzwonem, którą rozebrano w 1873. Murowaną świątynię wzniesiono w latach 1886-1888. Miejscową parafię erygowano 1 sierpnia 1926. W 2004 rozpoczęto przebudowę i powiększenie obiektu poprzez dobudowę lewego skrzydła. Podwyższono również wówczas wieżę. W 2015 przebudowa została ukończona (pierwotna świątynia pełni obecnie rolę kaplicy bocznej). Krzyż ze starego hełmu umieszczono na głazie pamiątkowym przy starszej części kościoła. W wieży umieszczono figurę św. Józefa. Projektantem przebudowy był Henryk Dragon, a figurę Najświętszej Maryi Panny Wniebowziętej w prezbiterium wykonał Henryk Fojcik. Kościół, rozbudowany dzięki zaangażowaniu księdza Henryka Mokrosa, poświęcił biskup Jan Kopiec 14 sierpnia 2017.

## Dzwony
Na kościelnej wieży wiszą trzy dzwony. Zostały poświęcone przez bp. Jana Kopca w trakcie uroczystych nieszporów w niedzielę 28 września. Dwa z nich są nowe, jeden z 1948 roku został odrestaurowany.
|              | Imię                 | Waga (kg) | Ton uderzeniowy | Rok odlania |
| ------------ | -------------------- | --------- | --------------- | ----------- |
| Mały dzwon   | św. Józef            | ~80 kg    | gis"            | 2014        |
| Średni dzwon | św. Maria            | ~120 kg   | f"              | 1948        |
| Duży dzwon   | św. Michał Archanioł | ~260 kg   | cis"            | 2014        |

## Otoczenie
Przy kościele stoją:
- głaz fatimski,
- krzyż z tablicami dziesięciorga przykazań,
- drewniana kapliczka Chrystusa Frasobliwego,
- głaz ze starym krzyżem wieżowym i datą 1888,
- grota maryjna,
- głaz papieski z cytatem z Jana Pawła II z jego pielgrzymki do Polski w 1979: Musicie być mocni mocą wiary![8]